# مصفورة كهرمانية
مصفورة كهرمانية (الاسم العلمي: Xanthorrhoea fulva) هي نوع من النباتات يتبع جنس المصفورة من فصيلة المصفورية.